# 宽管花属
宽管花属（学名：Eurysolen）是蝶形花科下的一个属，为直立或攀援灌木植物。该属仅有宽管花（Eurysolen gracilis）一种，分布于印度、缅甸、马来西亚和中国云南。